# Pnina Rosenblum
Pnina Rosenblum (hebrejsky: פנינה רוזנבלום) je izraelská podnikatelka, modelka a politička. Je bývalou poslankyní Knesetu za stranu Likud.

## Biografie
Narodila se 30. prosince 1954 ve městě Petach Tikva. V mládí působila jako modelka, herečka, pokoušela o kariéru zpěvačky, používala umělecký pseudonym Pnina Golan (פנינה גולן). Později založila úspěšnou kosmetickou firmu Pnina Rosenblum Ltd.

## Politická dráha
V izraelském parlamentu zasedla po volbách do Knesetu v roce 2003, ve kterých kandidovala za stranu Likud. Mandát získala až v prosinci 2005 jako náhradnice poté, co v souvislosti s rozkolem ve straně Likud a vznikem nové politické formace Kadima rezignoval na svůj post Cachi Hanegbi. V Knesetu setrvala jen několik měsíců do konce volebního období.
Ve volbách do Knesetu v roce 2006 kandidovala za Likud, ale nebyla zvolena.